# Matthew Alan Seifert
Matthew Alan Seifert (* 11. Dezember 1992 in Reading) ist ein US-amerikanischer Volleyballspieler.

## Karriere
Seifert begann seine Karriere an der Exeter Township Senior High School in Reading. Von 2012 bis 2017 studierte er an der Pennsylvania State University und spielte dort in der Universitätsmannschaft. Nach seinem Abschluss musste er zunächst wegen einer Verletzung am Handgelenk pausieren. Zur Saison 2017/18 ging der Mittelblocker dann nach Griechenland zu Ethnikos Piräus. 2018 wurde er vom deutschen Bundesligisten Volleyball Bisons Bühl verpflichtet.